# Uzina Mecanică București

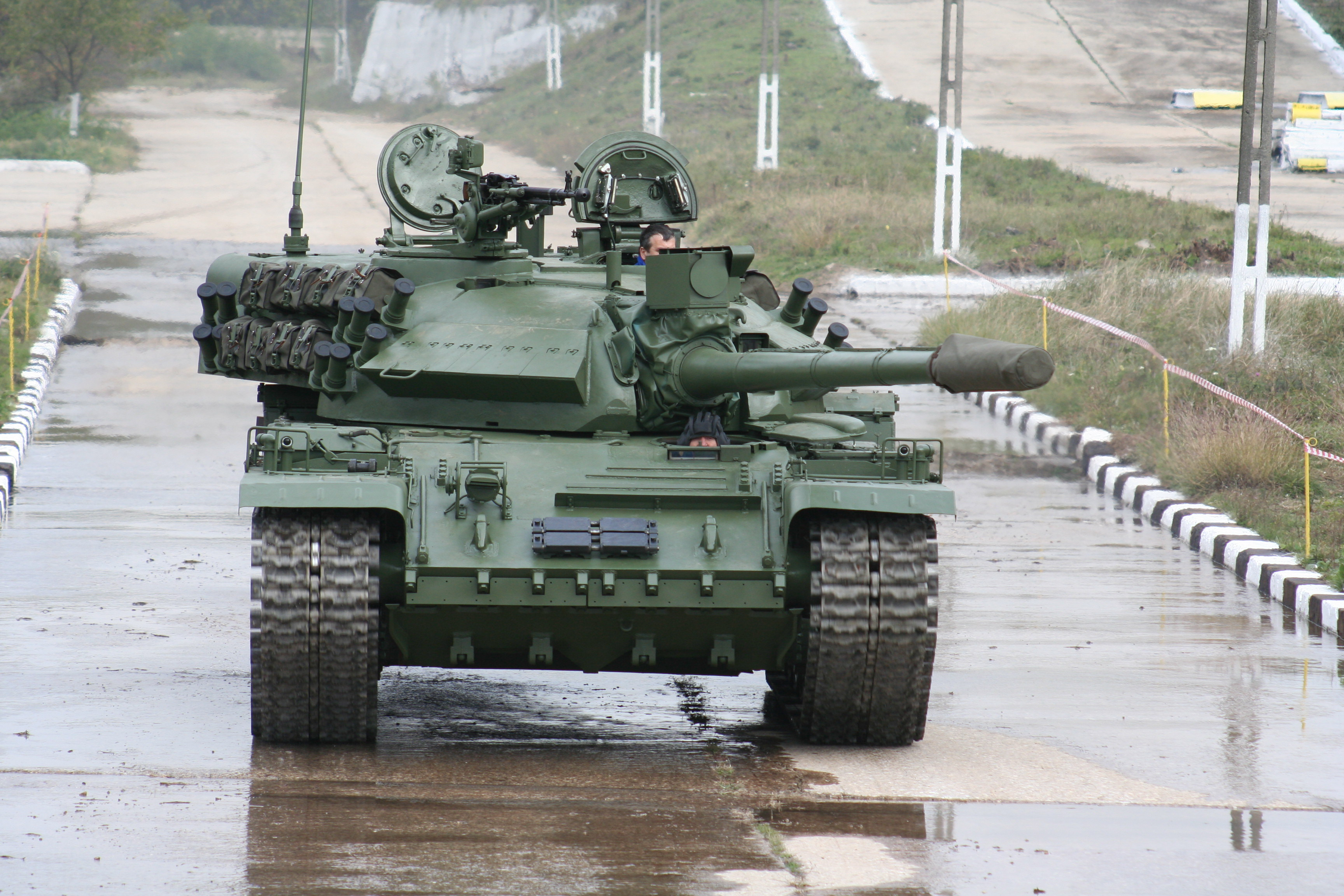
Carro TR-85M1 realizzato alla UMB

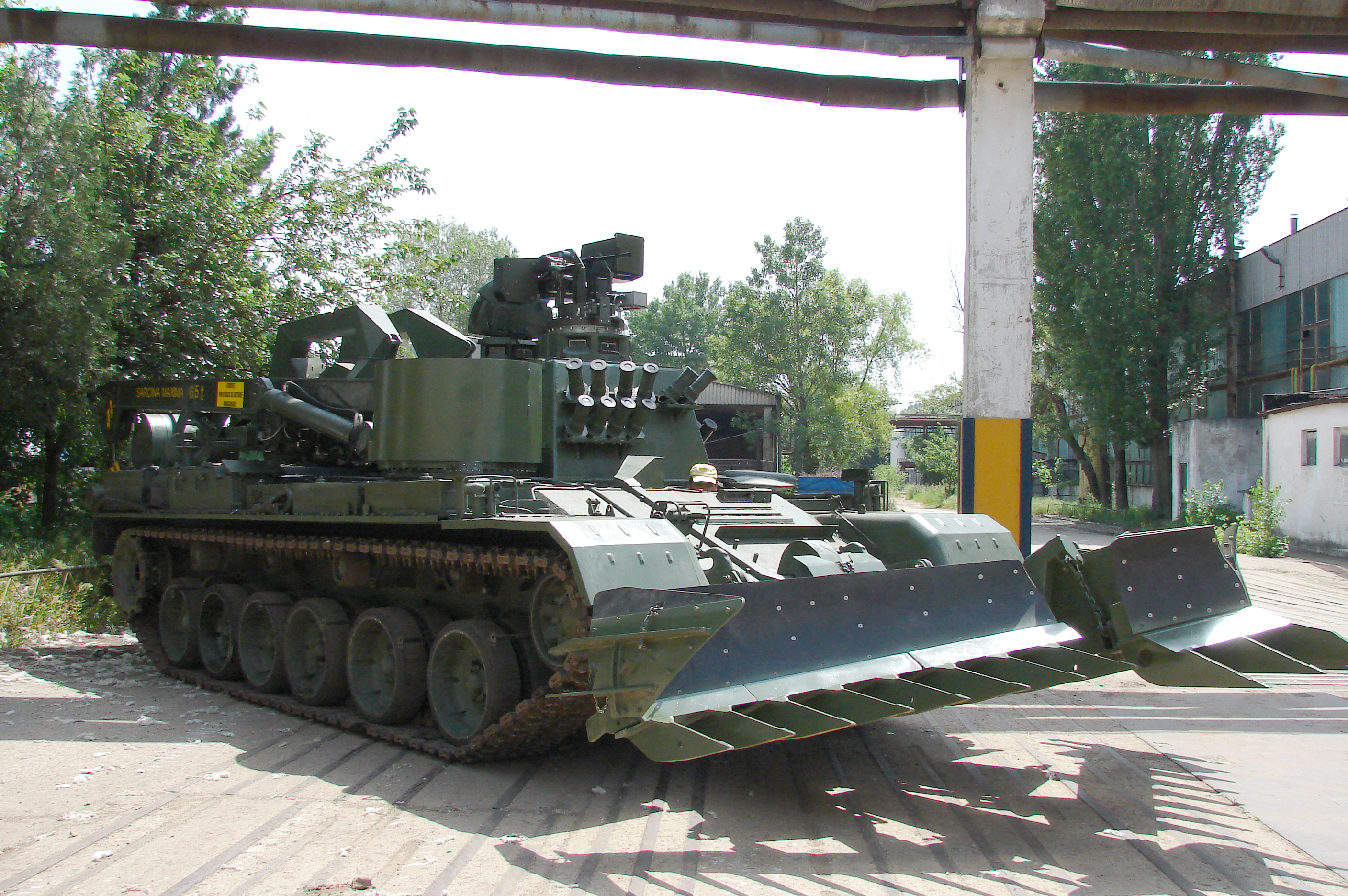
Dragamine costruito dalla UMB su base del TR-85M1, il DMT-85M1

Uzina Mecanică București (UMB) è una fabbrica di armamenti della Romania, filiale della Companiei Naționale Romarm.
La società fa ricerca e sviluppo in ambito armi in particolare sui veicoli corazzati.
UMB è nota per il veicolo della Armata Română, TR-85M1.
La sede della zienda occupa una superficie di 20 ettari nel Sectorul 3 di Bucarest.
La società fu fondata nel 1978, con fabbrica annessa Întreprinderii „23 August” București, „Fabrica de Mașini Grele Speciale”. La capacità di produzione era di 210 veicoli all'anno e di 100 set di parti di ricambio.
Nel dicembre 1990, viene inglobata dal Ministerul Apărării Naționale nel Grupului Industrial al Armatei – Regie Autonomă come „Uzina Mecanică București”.
Nel 2000 viene rifondata dal Ministerului Industriei și Resurselor come S.C. „ARSENAL” S.A. – Sucursala București.
Nel 2001, diviene impresa pubblica come Uzina Mecanică București (UMB), filiale Romarm.

## Prodotti
Negli anni 1977-1991, la Uzina Mecanică București fabbricò i blindati TR-580 e TR-85, i prototipi del TR-125, PMA-50 e il TER-85. Dal 1999 al 2009 vennero modernizzati i TR-85 allo standard M1 e costruiti cinque dragamine DMT-85M1.